# Elazığ (stad)
Elâzığ is een stad in Oost-Anatolië, Turkije en de hoofdplaats van de gelijknamige provincie. Volgens de volkstelling van 2024 heeft het 603.941 inwoners. De vlakte waarop de stad ligt heeft een hoogte van 1067 meter.

## Geboren
- Bekir İrtegün (1984), voetballer
- Mehmet Boztepe (1988), Turks-Duits voetballer

Adana · Ankara · Antalya · Aydın · Balıkesir · Bursa · Denizli · Diyarbakır · Gaziantep · Kayseri · Mersin · Istanbul · İzmir · İzmit · Konya · Şanlıurfa
Adapazarı · Antiochië (Antakya) · Erzurum · Eskişehir · Kahramanmaraş · Malatya · Manisa · Mardin · Muğla · Altınordu · Samsun · Tekirdağ · Trabzon · Van
Adıyaman · Afyonkarahisar · Ağrı · Akhisar · Aksaray · Alanya · Batman · Bolu · Çanakkale · Ceyhan · Çorlu · Çorum · Darıca · Derince · Düzce · Edirne · Elazığ · Erzincan · Gebze · Giresun · İnegöl · İskenderun · Isparta · Karabük · Karaman · Kırıkkale · Kırşehir · Körfez · Kütahya · Lüleburgaz · Nazilli · Niğde · Osmaniye · Rize · Siirt · Sivas · Tarsus · Tokat · Turgutlu · Uşak · Yalova ·  Zonguldak
- Gemeinsame Normdatei: 4243383-6
- Library of Congress Control Number: n85022153
- National Archives and Records Administration: 10037795
- Nationale Bibliotheek van Israël: 987007564642005171
- Virtual International Authority File: 135680417
- WorldCat: E39PBJdmmFvqQYCRfWkvJhqWjC